# بزمجه حرا تالود
 بزمجه حرا تالود(نام علمی: Varanus lirungensis) نام یک گونه از سرده بزمجه است.